# East Bethel
East Bethel é uma cidade localizada no estado americano de Minnesota, no Condado de Anoka.

## Demografia
Segundo o censo americano de 2000, a sua população era de 10.941 habitantes.
Em 2006, foi estimada uma população de 12.096, um aumento de 1155 (10.6%).

## Geografia
De acordo com o United States Census Bureau tem uma área de
124,5 km², dos quais 116,2 km² cobertos por terra e 8,3 km² cobertos por água.

## Localidades na vizinhança
O diagrama seguinte representa as localidades num raio de 16 km ao redor de East Bethel.